# Bintă
Binta sau baba cu urechi este o piesă din metal fixată la bordul navei între cabestan și puțul ancorei sau la chei, cu scopul de a mări siguranța ancorajului.

Binta este alcătuită dintr-o coloană fixată solid și destinată să asigure luarea voltei pentrul lanțul de ancoră.

Se deosebește de baba prin traversa fixată de capul coloanei, care împiedică ieșirea gașei.